# Velika ostrorobka
Velika ostrorobka (znanstveno ime Acanthosoma haemorrhoidale) je vrsta stenice iz družine ostrorobih stenic, ki je razširjena po vsej Evropi in v Rusiji.
Odrasli osebki zrastejo do 15 mm v dolžino in so živozelene barve z rdečkasto progo na notranji strani otrdelega dela kril in zadnjem robu oprsja. Ob straneh oprsja sta topi bodici, prav tako rdeče barve. Membranasti deli kril so rjavkaste barve in prekrivajo živordeč zadek.
Ta vrsta stenic se najraje prehranjuje s plodovi gloga, če teh ni na voljo pa sesa tudi rastlinske sokove listopadnih dreves, kot so jerebike in jablana, vendar opazne škode na sadnem drevju ne povzroča. Na leto se izmenja ena generacija; samice izlegajo jajčeca aprila in v začetku junija, ličinke odrastejo do avgusta. Prezimijo kot odrasle živali in se ponovno pojavijo spomladi.
Razširjena je po vsej Sloveniji. V Veliki Britaniji opažajo, da se območje njene razširjenosti počasi širi proti severu - konec 19. stoletja se ni pojavljala severneje od Birminghama (južna Anglija), danes pa jo je moč najti tudi v škotskem višavju.